# Myrna Báez
Myrna Báez   (Santurce, 18 d'agost de 1931 - San Juan, 24 de setembre de 2018) fou una pintora i gravadora porto-riquenya, considerada una de les artistes visuals més importants de Puerto Rico. Ha sigut clau en la promoció de l'art i l'educació artística a Puerto Rico i la seua obra ha sigut exposada i reunida pel Metropolitan Museum of Art, el Museu Smithsonià d'Art Americà i el Museu d'Art Modern de Nova York. La seua obra ha sigut descrita com confiada i complexa. Visqué i treballà principalment a San Juan, Puerto Rico.

## Vida i educació
Báez nasqué a Santurce, Puerto Rico, en una família de classe mitjana-alta i va tenir de quatre germans. Son pare, Enrique Báez, era un enginyer civil i sa mare, America Gonzalez, era una mestra i una dona independent i orgullosa. Báez fou fortament influïda per sa mare que insistí que tots els seus fills anaren a classes d'art i els portava al teatre i els incitava a la lectura. Báez començà classes de pintura als nou anys. Va ser descrita com una xiqueta talentosa i intel·ligent i es va graduar del Colegio Puertorriqueno de Niñas el 1947.
Báez va rebre el títol de grau en ciències de la Universitat de Puerto Rico el 1951. Fou exposada a molts moviments artístics i culturals mentre estigué a la universitat. Hi havia tingut lloc una migració de molts intel·lectuals espanyols i artistes a Puerto Rico en eixe moment i molts d'ells eren actius al voltant de la universitat. Començà a desenvolupar idees respecte els aspectes relatius a la independència de Puerto Rico. Báez participà en mítings polítics i esdeveniments culturals. Báez donà suport el moviment pels drets de les dones i s'identificà com a feminista.
Báez se'n va anar a Espanya, inicialment per a estudiar medicina a Madrid, però més avant acabaria els estudis en pintura a la Reial Acadèmia de Belles Arts de San Fernando. Abans d'arribar-hi, passà un temps a Nova York i París, submergint-se en la cultura d'ambdues ciutats. El 1952, la seua passió per les arts la portà a deixar els estudis en medicina i perseguir la carrera dedicada a la pintura. Tirà una sol·licitud a la Reial Acadèmia de Belles Arts de San Fernando i fou rebutjada, però treballà mot el seu portfolio i fou acceptada el 1953. Va rebre el seu títol de màster en art d'aquesta acadèmia el 1957. Més endavant, tornà a Puerto Rico per a estudiar amb l'artista gràfic Lorenzo Homar a l'Institut de Cultura Porto-riquenya a San Juan. Més tard, estudià al Pratt Institute a Brooklyn entre 1969 i 1970.
Va morir el 24 de setembre de 2018, després de patir un atac al cor mentre estava convalescent per una infecció pulmonar a l'Hospital Auxilio Mutuo, a Hato Rey, Puerto Rico.

## Carrera i art
La carrera professional de Báez s'iniciaria l'any 1957. Va ser mestra de pintura i dibuix en escoles de Puerto Rico entre 1962 i 1987. Des de 1981 fins 1987 ensenyà a la Art Students League a San Juan. Báez pintà tant amb oli com amb acrílic. Les pintures de Báez són "pintades amb suavitat" i "lluminoses." Els seus gravats, especialment les obres de fototípia, són "rics" en textura i color.
Moltes de les obres primerenques de Báez, creades durant els anys seixanta, són descrites com "imatges tradicionals de Puerto Rico." Durant el seu període primerenc de la seua obra, sovint mostrava imatges de la "vida quotidiana" de la classe treballadora de Puerto Rico. Començà a emprar més tècniques del gravat, com el gravat i el gravat a fibra. Més endavant estudià tècniques de litografia i calcografia amb Dimitri Papagiourgi a Espanya. Va ser influïda per l'art abstracte, el surrealisme i l'impressionisme, incorporant molts d'aquests aspectes en les seues obres.
Báez es va interessar en el treball amb la fototípia en els anys setanta. Durant aquest període, el clima polític de Puerto Rico havia canviat. Les seues obres començaren a centrar-se en la nova classe mitjana. La crítica d'art Margarita Fernández Zavala identifica les lluites de classes en les obres de Báez les quals solen explorar temes urbans i una burgesia emergent de Puerto Rico. Hi ha un sentiment de desassosec on els individus mostrats en els retrats d'aquest període pareixen insegurs del seu nou estatus socioeconòmic. Báez crea un sentiment de dicotomia amb aquestes imatges on els individus representats no pareixen encaixar completament amb els seus voltants. Semblen no correspondre amb el seu món i així i tot el color vívid els destaca de l'ordinarietat de la seua vida quotidiana.
El sentit d'espai i com els individus hi encaixen en aquest espai creat és una tendència que continua en la seua obra. Báez crea múltiples dimensions en els seus gravats i pintures, emprant marcs, reflexos, imatges a les parets i finestres obertes per a crear capes d'espai "irreal".
Báez ha sigut influïda per les obres dels mestres europeus, però localitza les seues figures clàssicament derivades en ambients caribenys. Fa referències a grans mestres i reimagina representacions femenines nues amb la doble intenció de disfressar-les i revelar-les. Els retrats de Báez continuen qüestionant la idea de la mirada masculina. Ella pinta dones des de la perspectiva femenina o un sentit personal d'entendre i el qual encara implica un fort sentit de la seua identitat com a dona. Les seues figures han sigut considerades part d'un camp de pintura figurativa amb preocupació social.
Va ser una dels membres fundadors del grup artístic de Puerto Rica, Hermandad de Artistas Gráficos el 1981. Aquest grup fou inicialment establert per a protestar contra la intervenció del govern en els assumptes culturals. També fundà el programa de belles arts a la Universitat del Sagrat Cor (Connecticut) a Puerto Rico. Des de 1988 va treballar-hi i va exercir com a professora.

### Premis i reconeixements
El desembre de 2014, el festival artístic i cultural anual Campechada fet a Old San Juan fou dedicat a la carrera i l'obra de Báez. Fou la primera vegada que una artista en vida i una dona era celebrada al festival.
- Medalla Nacional de Cultura per les Contribucions a l'Art (1997)
- Doctorada amb Honoris Causa en Art per la Universidad del Sagrado Corazón (2001)